# Brianne Leary
Brianne Leary est une actrice, productrice et réalisatrice américaine née le 28 juillet 1957 à Providence, Rhode Island (États-Unis).

## Filmographie

### Actrice
- 1976 : Baa Baa Black Sheep ("Les Têtes Brulées") (série TV) : Nurse Susan Webster (1977 - 2e saison)
- 1977 : CHiPs ("CHiPs") (série TV) : Officer Sindy Cahill (1978-1979)
- 1980 : The Dream Merchants (TV) : Doris Kessler
- 1980 : Turnover Smith (TV)
- 1983 : Canyon Prison (Off the Wall) : Jenny
- 1995 : Walt Disney World Inside Out (TV) : Co-Host
- 1998 : Petsburgh USA (série TV) : Host

### Réalisatrice
- 1996 : Les Graffitos (Stickin' Around) (série TV)